# Kokochnik
Pour les articles homonymes, voir Kokochnik (homonymie).

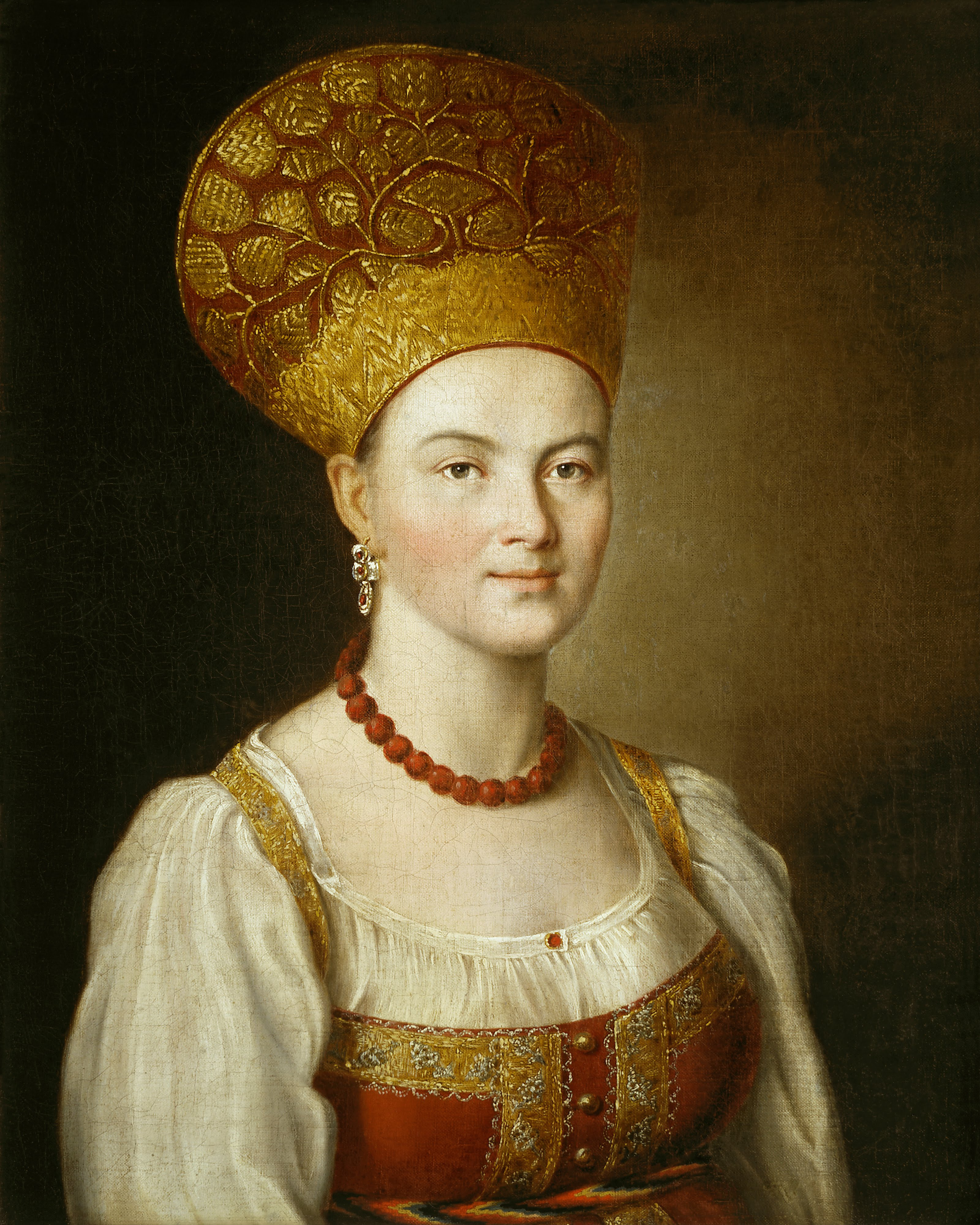
Portrait d'une jeune inconnue coiffée d'un kokochnik par Ivan Argounov (1784, Galerie Tretiakov)

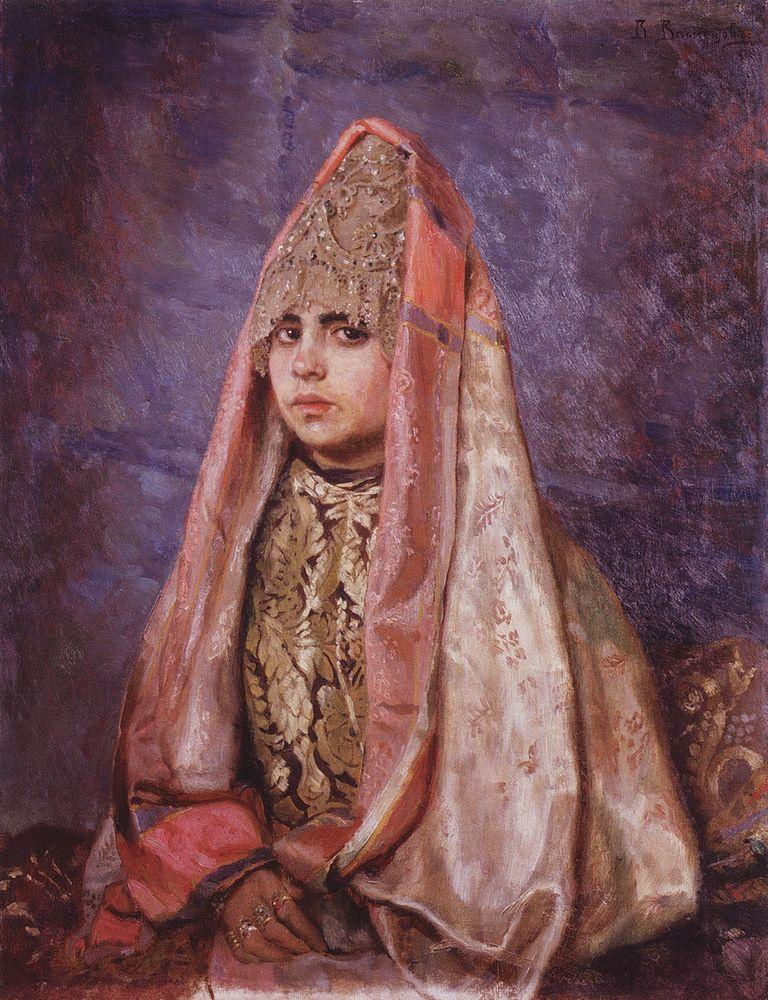
Kokochnik

Le kokochnik (en russe : кокошник) est une coiffure traditionnelle féminine russe portée avec le sarafane, ou robe droite sans manche. Cette coiffure haute peut être en pointe ou arrondie et est reliée à l'arrière de la tête par de larges rubans. L'avant est parfois décoré de perles. Les femmes ou les jeunes filles le portent avec des tresses.

## Historique
Le mot kokochnik apparaît au XVIe siècle et vient du slavon kokoch qui signifie poule, mais l'on trouve déjà ce type de coiffure rigide et couvrant toute la tête dans des tombes du XIe et du XIIe siècle dans la région de Novgorod. Ce mot qualifie aussi le corbeau ou encorbellement traditionnel russe que l'on trouve en particulier sur les églises à partir du XVIe siècle (voir Kokochnik).
Cette coiffure était portée par les villageoises pour les fêtes et a été aussi remise en vigueur sous le règne de Nicolas Ier à la cour pour les femmes de la famille impériale et les dames d'honneur lors des cérémonies officielles, alors que la mode en Europe était au retour des valeurs nationales. Il était richement décoré de brillants et de pierres précieuses, mais s'apparentait plus à un grand diadème ou une tiare.
Aujourd'hui, le kokochnik est porté par les ensembles folkloriques.

## Galerie

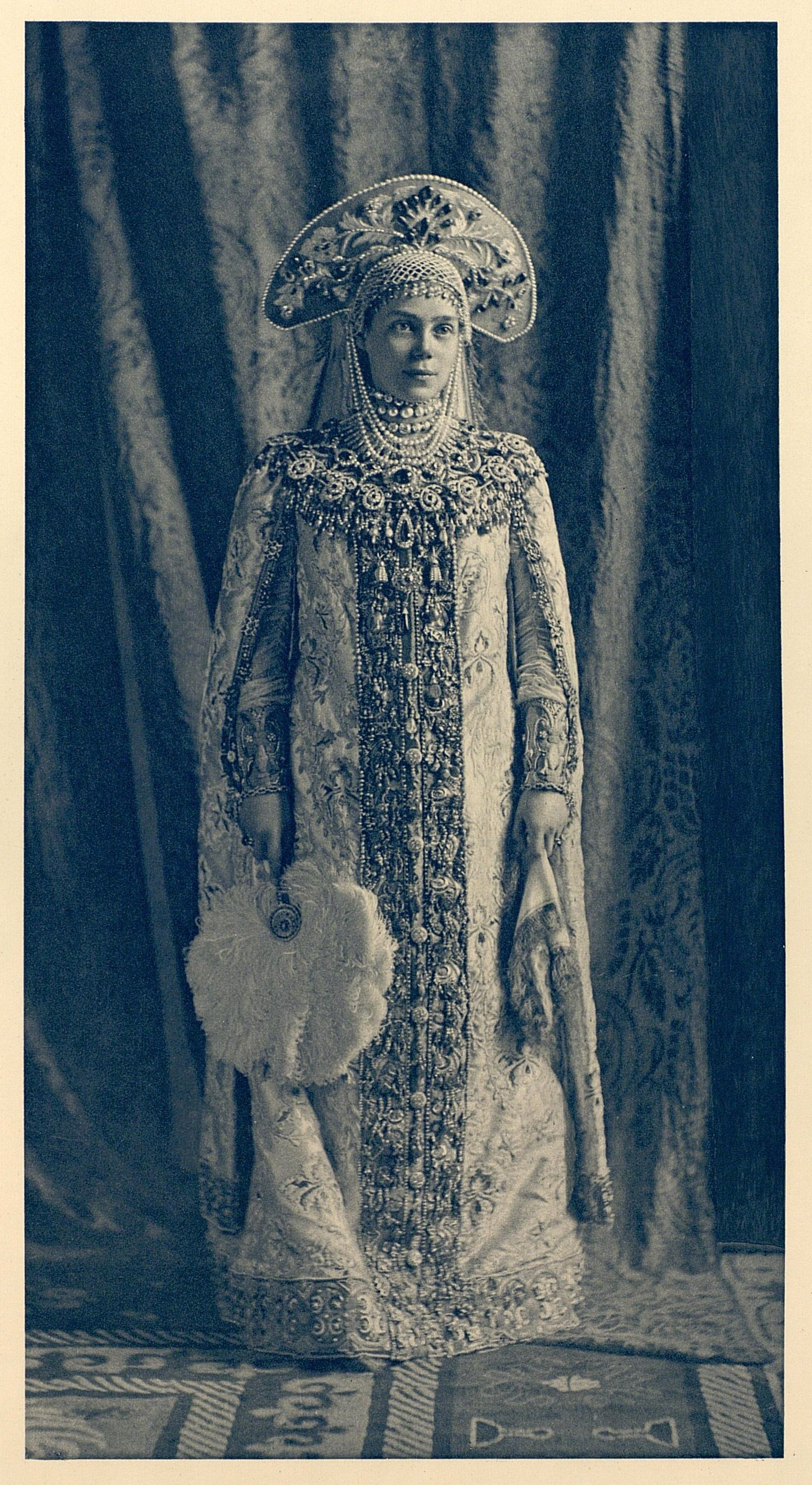
Photographie de la grande duchesse Xénia au bal costumé de la cour en 1903
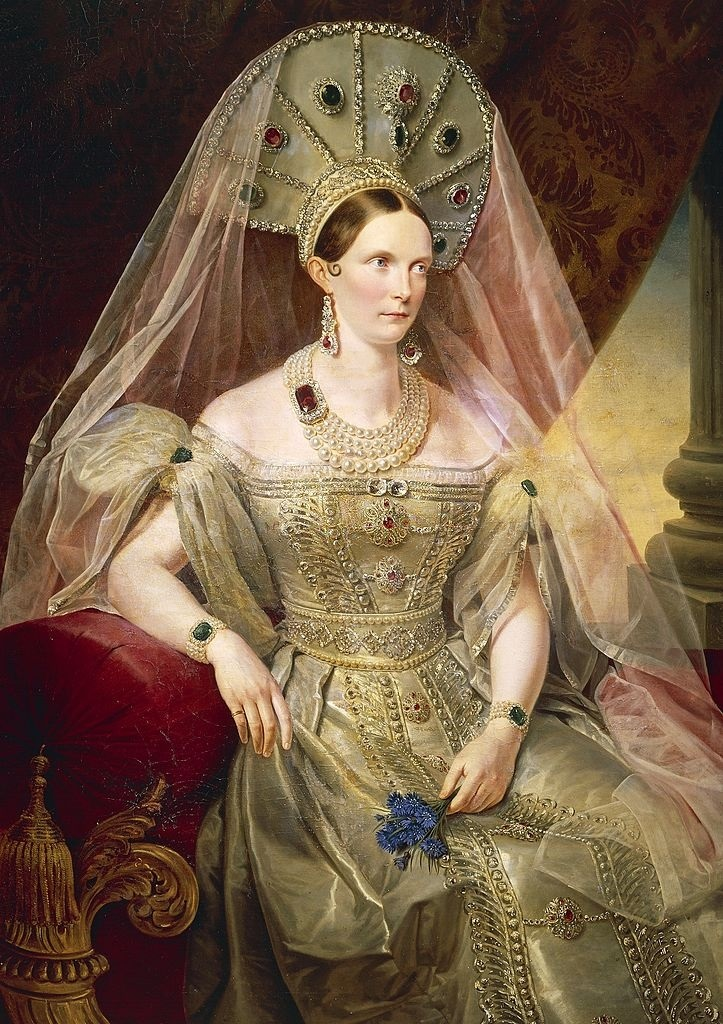
Portrait de l'impératrice Alexandra Féodorovna par Krüger
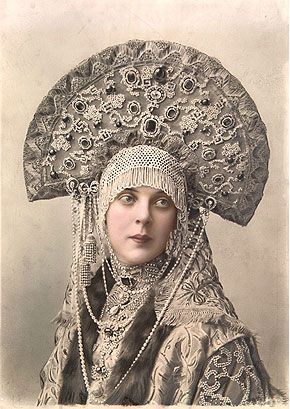
Photographie de la princesse Olga Orlova au bal costumé de la cour en avril 1903
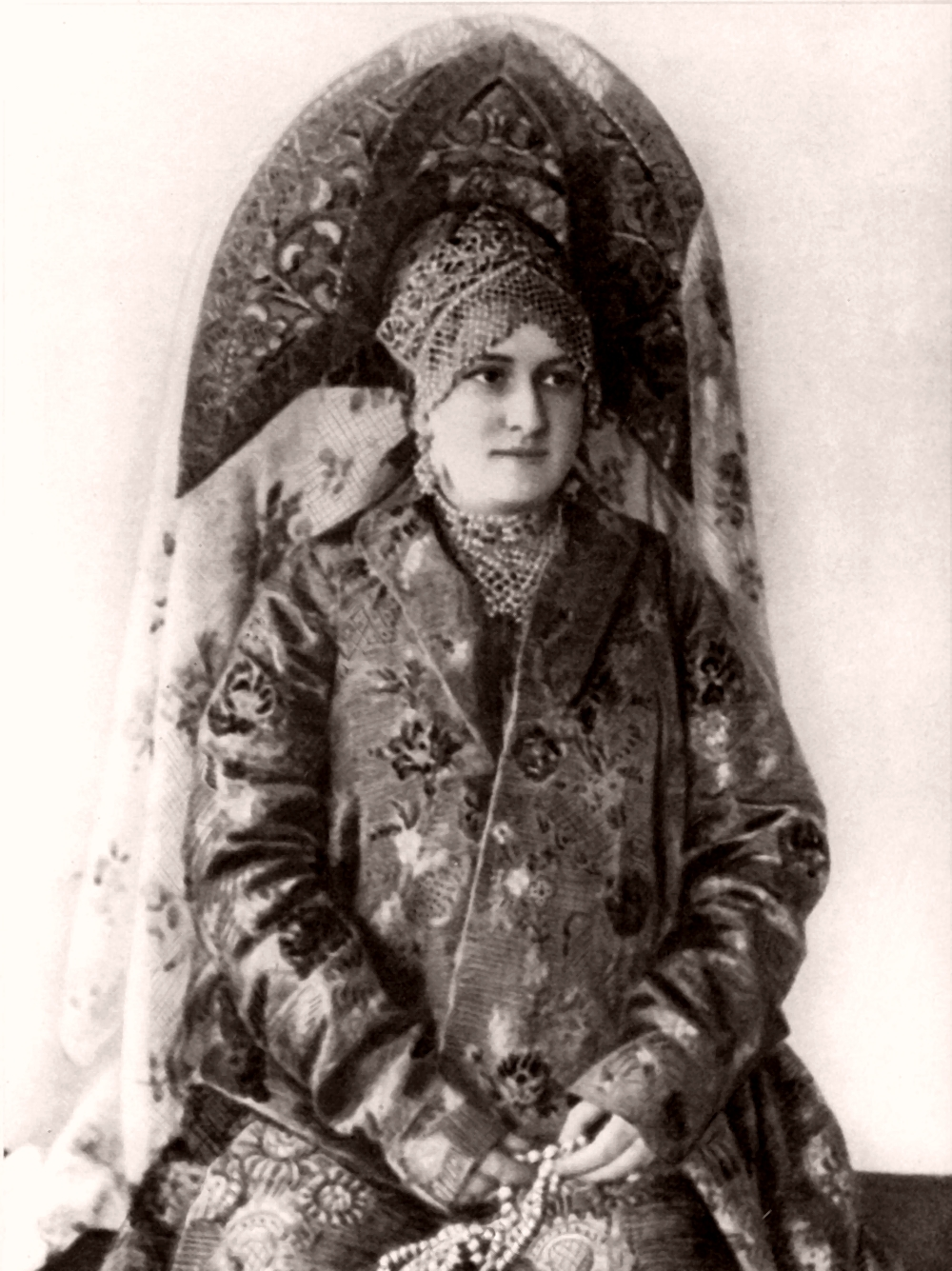
Photographie d'une riche paysanne en 1908
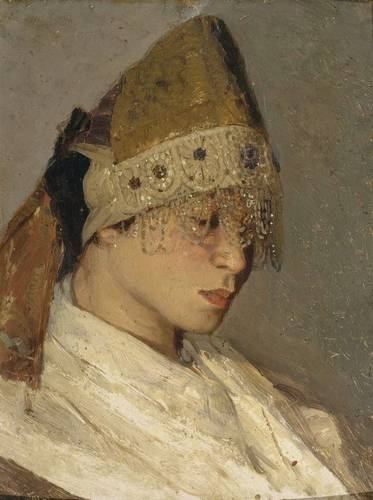
Jeune fille avec kokochnik, par Mikhaïl Nesterov (1885)
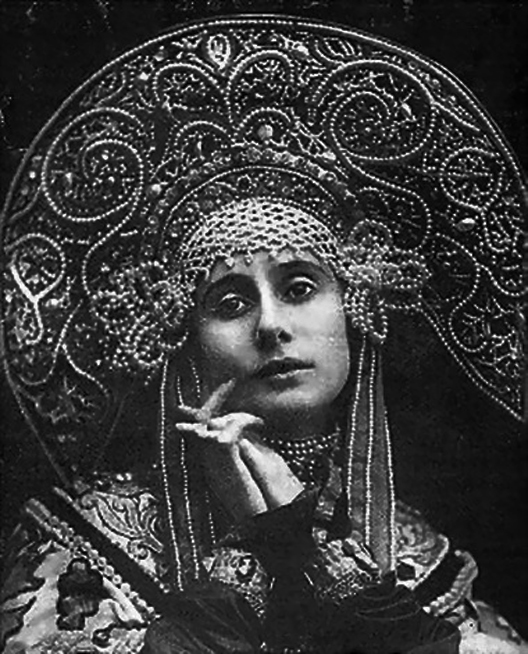
Anna Pavlova avec un kokochnik vers 1920
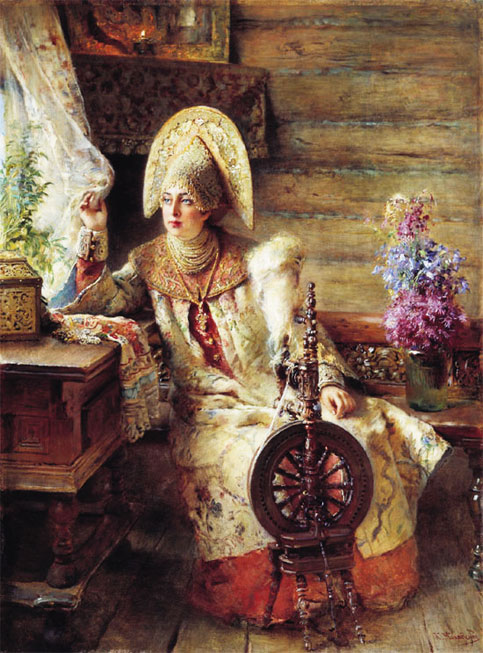
Boyarine à la fenêtre par Constantin Makovski (1839-1915)
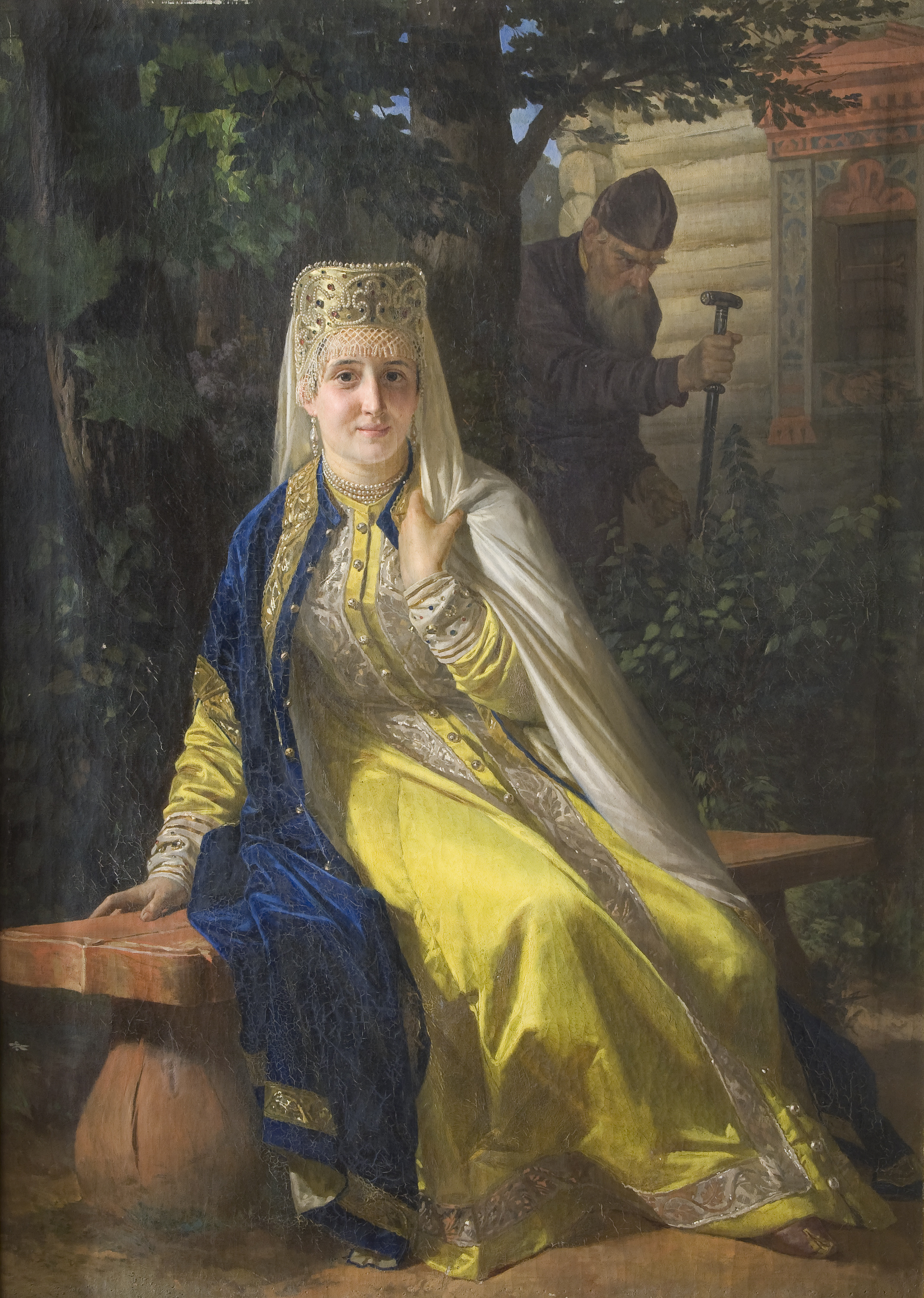
Portrait de Vassilissa Melentieva par Nikolaï Nevrev (1830-1904)

## Différentes formes

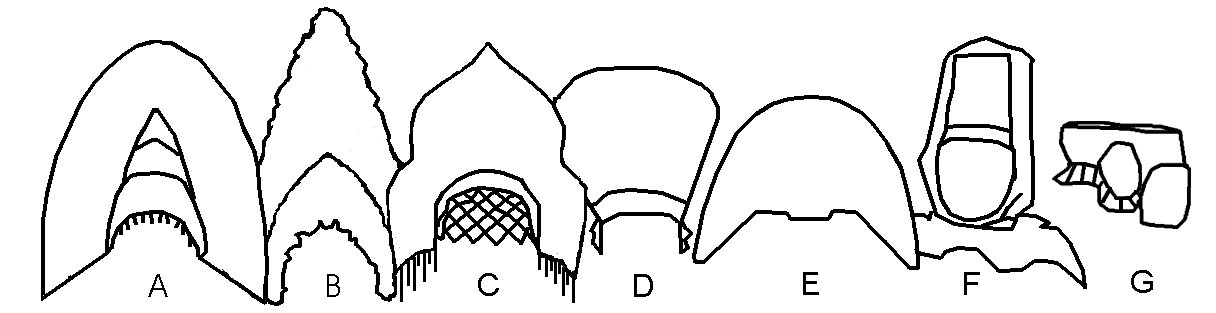
Différentes formes de kokochniks

Les kokochniks peuvent avoir, selon les coutumes et les régions, différentes formes. Ainsi selon l'illustration ci-dessus, de gauche à droite, on distingue un kokochnik à pointe double, entouré d'un dessus semi-arrondi de la région d'Arzamas (A), puis un kokochnik à pointe simple de la région de Kostroma (B), un kokochnik moscovite avec perles sur le front (C), un kokochnik droit évasé des environs de Moscou (D), un kokochnik arrondi typique de la région de Vladimir (E), un kokochnik cylindrique à fond plat et foulard (F), et enfin un kokochnik à double crémaillère ou sellette vu de profil (G). 

## Source
- (ru) Cet article est partiellement ou en totalité issu de l’article de Wikipédia en russe intitulé « Кокошник (головной убор) » (voir la liste des auteurs).